# Літопис Рачинського
Літопис Рачинського або Познанський кодекс — пам'ятка білорусько-литовських літописів другої редакції. Становить частину збірки кінця XVI століття, що умовно складається з двох частин. Зберігається у Відділі рукописів Бібліотеки Рачинського в Познані.

## Характеристика літопису
Папір білий. Філіграні двох видів: один має вигляд витягнутого круга, в якому знаходиться подоба хреста; другий приблизно такого ж розміру, як і перший, має вигляд віньєтки. Схожа з першою філігрань за Іваном Каманіним і Олександрою Вітвицькою датується 1582 роком. Палітурка шкіряна, місцями потерта, на корінці напис: «od. 1487 do 1651. Kodex bialoruski RK 94» («З 1487 до 1651 Кодекс білоруський РК 94»). На верхній частині палітурки наклеєний папірець з написом почерком XVIII століття: «Ulomek dziejow dawnych ро rusku о krolu Markie Kornwo O Hrabi Gwidonie, о Athylie krolu wegerskim. Tudziez zycia dawnych xiazat litewskich» («Частина давньої історії руською мовою про короля Марка, графа Гвидона, угорського короля Аттіли. Життя давніх литовських князів»).
Перша частина збірки (с. 1—291) написана одним почерком (канцелярським, за визначенням Станіслава Пташицького) і одним чорнилом після 1583 року. Приписки на полях білоруською мовою зроблені іншим почерком та іншим чорнилом; приписки на полях польською мовою зроблені більш світлим чорнилом або кіноваром. В багатьох випадках літери намальовані тим же чорнилом, що і текст. Заголовки невеликих розділів написані уставом, великими літерами.
Друга частина рукопису (с. 293—335) — записана кількома почерками, належить до XVII століття і складається, в основному, з родинних записів Уніховських та двох копій актів.

## Зміст
Літопис містить інформацію про політичну історію Великого князівства Литовського з легендарних часів до 1548 року з доповненнями з історії Польщі та нинішніх білоруських земель XV — першої половини XVI століть. Літературними якостями відрізняється «Повість про Жигимонта і Варвару Радзивілл». Літопис Рачинського складається з «Літописця великих князів литовських», «Похвали Вітовту», «Повісті про Поділля» та деяких інших історичних творів про події XIV — першої половини XVI століть.
Починається літопис зі слів: «Сталося ест воплощене сына божого от духа святого з благословенное девицы чыстое Марѣи», а закінчується описом положення у Вільно в 1548 році після смерті короля Сигізмунда I, і повідомленням, що новий король Сигізмунд II Август одружений з Варварою Радзивілл.

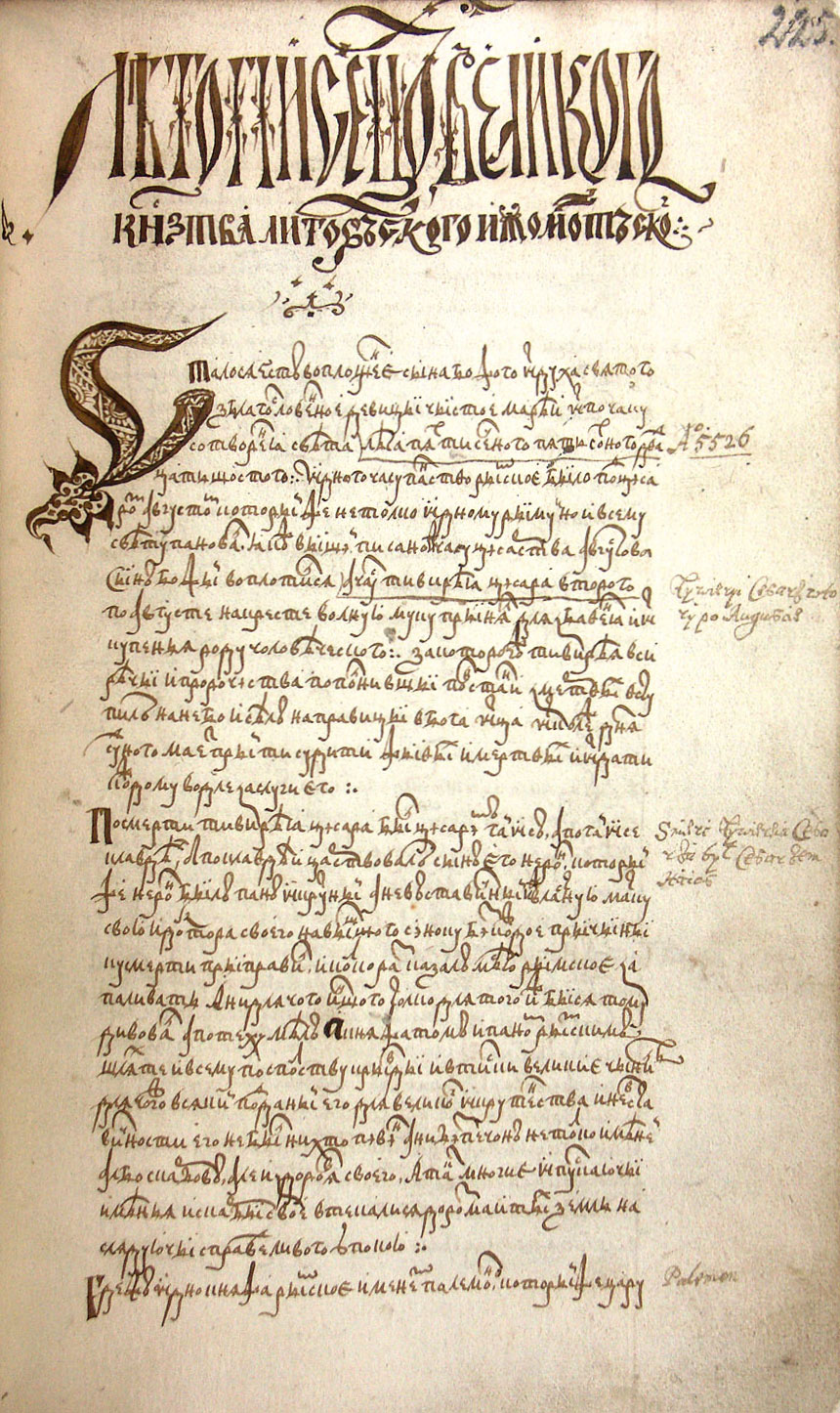
Рукопис Рачинського «Хроніки Великого князівства Литовського і Жемайтійського». першою датою має 5526 рік від створення світу ("A[nn]o 5526"), що відмічено на полях рукопису почерком XVIII століття.

Сторінки пронумеровані в правому верхньому куті тим чорнилом, яким написаний літопис, але наведені лише непарні цифри:
- Повість про Трістана: «Починаеть ся повесть о витезях с книг сэрбъских, а звлаща о славном рыцэры Трысчане, о Анцалоте и о Бове и о иншых многих витезех добрыхъ»[6] (с. 1—127, далі край аркуша обірвано).
- Сторінки 127 на звороті і 128 — чисті.
- «История о княжати Кгвидоне»[7] («Історія про княжата Гвидона», с. 129—171).
- Сторінки 171 на звороті і 172 — чисті.
- «Исторыя о Атыли, короли угорсъком»[8] («Історія про Аттілу, короля угорського», с. 173—224).
- «Лѣтописец Великого князства Литовъского и Жомоитъского»[9] («Літопис Великого князівства Литовського і Жемайтського», с. 225—291) — першою датою має 5526 рік від створення світу (с. 225), що відмічено на полях рукопису почерком XVIII століття.
- «Коріа poswiadczenia przez Wladyslawa IV z roku 1635 dnia 8 marca reestru о prawy dworu krola Kazimierza» («Копія підтвердження королем Владиславом IV 8 березня 1635 року реєстру про права двору короля Казимира», с. 293—301).
- «Ухвала Жигмунта I та панів рад про оборону земську від 1528 року»[10] (с. 302—328).
- Коротке повідомлення про укладення Люблінської унії (с. 328).
- Родинні записи Уніховських (с. 328—335).

В кінці збірки чотири фото, знятих з різних сторінок літопису, і приписка до них: «Zalaczone rekopisu zastaly wykonany zyczeniem i kosztom Dr. St. Ptaszyckiego, docenta uniwersitetu w Petersburgu» («Доданий рукопис було виготовлено на замовлення та за рахунок доктора Станіслава Пташицького, доцента університету в Петербурзі»).

### Родинні записи Уніховських
Родинні записи Уніховських розташовані не за хронологією і належать різним авторам. Якщо йти за хронологією викладених подій у них, то ця частина виглядає так:
1. Записи (автограф) Григорія Павловича Уніховського (1548—1596) (с. 341—344) — 1606 рік, записи якогось з синів Григорія Павловича про смерть батька.
2. «Urodzenie Panow Tryznow» («Народження панів Тризн») — матір'ю Григорія Павловича Уніховського була Катарина Захарівна Тризна[12] (?— 10 лютого 1571)[13] (с. 333—335).
3. Записи (автограф) Павла Григоровича Уніховського (1608—1650) (с. 337—339).
4. Записи (автограф) Єроніма Павловича Уніховського (1637—1672)[14] (с. 328—332).

Подібне розташування говорить про те, що першопочатково записи кожного з представників роду Уніховських (та генеалогія Тризн), скоріш за все були окремими зошитами, лише пізніше приплетеними до збірки. Тобто, по суті, дві частини Кодексу, є двома окремими пам'ятками. Хоч і пов'язані між собою. Але друга частина може дати лише картину циркулювання рукопису у перше десятиліття по його створенню.

## Дослідження
Точна дата створення збірки невідома. Невідомо, також, коли і як рукопис потрапив до Уніховських.
В якості місця створення першої частини збірки Станіслав Пташицький вказав Вільно, а Юхим Карський — Новогрудский повіт. Однак, як помітив ще Александр Брюкнер, велика кількість маргіналій почерками (чи дуже схожими на них) Павла Григоровича та, особливо, його батька Григорія Павловича, в літописі говорять про те, що з 1590-х років вона належала Уніховським. Останній запис сімейних записів Уніховських датований 1672 роком. Таким чином, між 1672 та 1736 роками рукопис, можливо із усіма паперами Уніховських, перейшов до Радзивіллівського архіву в Несвіжі.
В 1822 році історик Юліан-Урсин Нємцевич надрукував невеликий фрагмент тексту (транслітерований латиницею у польському написанні) з історією кохання Жигмунта Августа до Варвари Радзивілл та опис збірки, подібної до Познанського кодексу. За його словами, він віднайшов цей рукопис у бібліотеці Академії у Вільнюсі, у 1819 році. У Вільнюсі в той час (в 1814—1838 роках) працювала так звана «порадзивіллівська комісія», і частина Несвізької колекції Радзивіллів була вивезена саме до Вільнюса. Виписки Нємцевича, очевидно, залишаються у Варшаві, де з ними знайомиться Павло Муханов.
У 1836 році, в своєму «Збірнику Муханова», Павло Муханов опублікував той же фрагмент, що і Нємцевич, з позначкою, що текст літопису походить з бібліотеки Радзивіллів, не вказавши ані місцезнаходження бібліотеки, ані жодних власних спостережень над рукописом. Також він трошки «зрусифікував» уривок, що ще більше віддалило публікований ним текст від оригінала. Причому, як помітила Тамара Судник, «по ряду написаний, отличных от Познанского сборника, публикация Ю. У. Немцевича сближается с тем же летописным отрывком (написаным, однако, кириллицей), помещенным в „Сборнике Муханова“. З цього, а також з того, що транслітерацію уривку Нємцевича неможливо приписати самому видавцю, Т. М. Судник зробила висновок про існування якогось іншого списку з таким самим складом, як і Познанський кодекс. Він, нібито, мав знаходитися у бібліотеці Вільнюського університету. Але, на жаль, ніяких слідів подібного списку віднайти не вдалося, тому його існування більш ніж гіпотетичне.
З Вільнюсу, у другій половині 1830-х років, Кодекс „мігрує“ до бібліотеки графа Рачинського у Познань. Там його бачить якийсь з „руских путешественников“ і повідомляє про нього Осипа Бодянського. Таким чином, О. М. Бодянський і знаходить цей рукопис 28 листопада 1842 року, ставши при цьому першовідкривачем рукопису, і публікує його 26 січня 1846 року чомусь розділивши літопис та повісті.
„История о княжати Кгвидоне“ і „Исторыя о Атыли, короли угоръском“ були видані Олександром Веселовським у додатку до двотомника „Из истории романа и повести“ в 1886 році.
Кращим описом рукопису залишається опис зроблений в 1886 році Александром Брюкнером, безпосередньо на сторінках літопису (с. 345—391). Він був першим, хто помітив на рукописі запис почерком XVIII століття, про належність кодексу Радзивіллам. Цю ж інформацію (з посиланням на А. Брюкнера) подав Юхим Карський. Ярослав Щапов при описі кодексу зазначив запис: „На стр. 5 пометка “№ 24 z biblioteki naszej». Новіші описи не подають нових відомостей про рукопис.
Александр Брюкнер спробував ідентифікувати власника кодексу, який у XVIII столітті залишив свій підпис. Оскільки він прочитав тільки дві літери «X» та «R» (Xiez Radziwill), то точно встановити, котрий з Радзивіллів був власником рукопису, не зміг. Брюкнер припустив, що «X» сполучене із літерою «K» і тому запис «треба розуміти, як власноручний підпис Кароля Станіслава Радзивілла, литовського канцлера, що помер у 1711 році або Кароля Радзивілла змерлого в 1790 році».
На рукописі справді є запис про належність кодексу Радзивіллам (арк. 2, 3. 5), однак без жодної вказівки на місцезнаходження. На аркуші 3 тільки підпис «AKXR», натомість на аркуші 5, на нижньому полі є запис «№ 24 z biblioteki naszej» та підпис «AKXR». Спираючись на описи Радзивіллівських зібрань, можна досить певно говорити, що підпис «AKXR» належить Анні з Сангушків Радзивілл, і має читатися так: «Anna Katarzyna Xiezna Radziwill». Юлія Радзішевська, яка знайшла і видала працю Мацея Стрийковського «O początkach i wywodach…», так само зідентифікувала підпис на нижньому полі аркуша 5 «№ 32 z biblioteki naszej AXR (Anna ksiezna Radziwillowa)». Підпис, що є на оригіналі Стрийковського тотожний тому, що є на Познанській збірці.
Повністю літопис надруковано в 1907 році, в 17 томі «Полного собрания русских летописей», пізніше перевиданий Миколою Улащиком в 35 томі того ж видання.
Факсиміле літопису Рачинського зберігається в Львівській національній науковій бібліотеці України імені Василя Стефаника. За цим факсиміле Богдан Барвінський видав окремо два уривки.